# Mogens Kirckhoff
Mogens Kirckhoff (* 1944) ist ein Dänischer Personalchef in einer Bank, Dozent für mind mapping und Sachbuchautor.
Sein 1985 erstmals veröffentlichtes Buch Mind mapping: Die Synthese von sprachlichem und bildhaftem Denken wurde in mehrere Sprachen übersetzt.